# Terebellides distincta
Terebellides distincta är en ringmaskart som beskrevs av Williams 1984. Terebellides distincta ingår i släktet Terebellides och familjen Trichobranchidae.
Artens utbredningsområde är Mexikanska golfen. Inga underarter finns listade i Catalogue of Life.